# Giuseppe Catozzella
Giuseppe Catozzella (Milano, 18 giugno 1976) è uno scrittore, poeta e autore di reportage italiano, vincitore del Premio Strega Giovani.

## Biografia
Nato a Milano, si è laureato in Filosofia teoretica all'Università degli Studi di Milano con una tesi sulla logica nel pensiero di Nietzsche, tesi scritta nella scia del suo maestro Carlo Sini, correlatore alla discussione di laurea.
Inizialmente ha pubblicato poesie, racconti e reportage su riviste, Nazione Indiana, il IX Quaderno di Poesia da Fare, il sito milanomafia.com, o in antologie. Dopo la laurea  ha vissuto in Australia, a Sydney. Nel suo primo romanzo, Espianti (Transeuropa, 2008) ci sono molti riferimenti alla sua vita in Australia.
Tornato in Italia, ha lavorato per dieci anni come consulente editoriale di Arnoldo Mondadori Editore, e successivamente, per cinque anni, come editor della narrativa italiana di Giangiacomo Feltrinelli Editore, incarico lasciato il 31 dicembre 2015. A lui si deve l'esordio, tra gli altri, di autori come Stefano Valenti e Enrico Ianniello, entrambi poi premiati per il loro primo romanzo con il Premio Campiello Opera prima, e l'esordio nella narrativa di Pif.
È tra i collaboratori de L'Espresso e del Courrier International, dove pubblica reportage dal Medioriente, dall'Africa, dal Sudamerica e dall'Estremo oriente. Un suo reportage è stato giudicato tra i 12 migliori articoli usciti sulla stampa mondiale nel 2019, quindi finalista al Prix Plumes Libres pour la Démocratie 2019, indetto dal Courrier International, dalla città di Strasburgo e dal Forum mondiale per la Democrazia. È editorialista delle testate di QN Quotidiano Nazionale: Il Giorno, La Nazione, Il Resto del Carlino.
Collabora anche con La Repubblica e Vanity Fair. Ha scritto, sull'inserto italiano del Financial Times, su Sette, Granta, Lo Straniero, Il Fatto Quotidiano.
Ha collaborato, come docente di letteratura italiana e di scrittura creativa,  con la Scuola Holden e con l'Università di Miami e la Seton Hall University di New York.
Il romanzo-inchiesta Alveare (Rizzoli, 2011; Feltrinelli, 2014) mescola racconto autobiografico, inchiesta, saggistica e fiction. Da Alveare sono poi stati tratti molti spettacoli teatrali e il film tv liberamente ispirato e prodotto da Rai Fiction L'assalto.

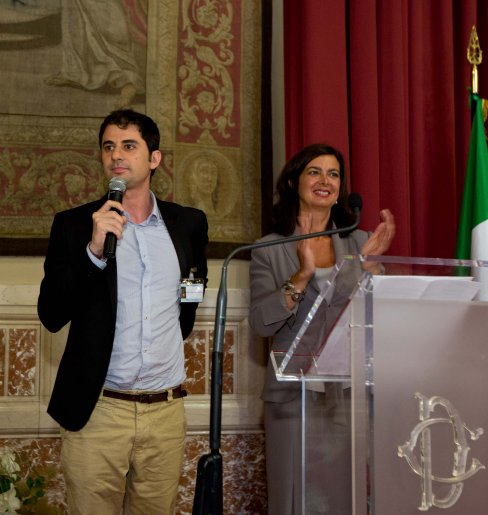
Giuseppe Catozzella a Montecitorio alla proclamazione del Premio Strega Giovani 2014 con la Presidente della Camera Laura Boldrini

Nel 2014 ha pubblicato con Feltrinelli il romanzo best seller Non dirmi che hai paura, vincitore del Premio Strega Giovani e finalista al Premio Strega, e finalista al International IMPAC Dublin Literary Award. Il romanzo è pubblicato in tutto il mondo. Non dirmi che hai paura è un caso editoriale e un longseller diventato un classico contemporaneo che ha venduto 500 000 copie in Italia e 800 000 copie nel mondo. Il romanzo narra in prima persona, le vicende e la storia reale di un'atleta somala, che, dopo aver partecipato alle Olimpiadi di Pechino del 2008, muore come migrante nel Mar Mediterraneo, nel tentativo di raggiungere l'Italia. Goffredo Fofi su Internazionale (periodico) ha paragonato il libro a Il buio oltre la siepe (romanzo); Marco Belpoliti su L'Espresso a Se questo è un uomo; Roberto Saviano su La Repubblica (quotidiano) al Diario di Anna Frank; Erri De Luca ne ha salutato l'uscita scrivendo "È questa la narrativa che saluto come finalmente capace di raccontare la più grande epopea del nostro tempo". Dal romanzo è stato tratto il film omonimo , presentato in concorso a New York al Tribeca Festival di Robert De Niro, dove ha vinto la Menzione Speciale della Giuria per il Miglior Film Internazionale  .
Nel gennaio 2016, sempre per Feltrinelli, è uscito Il grande futuro. Anche questo romanzo è un successo di pubblico e di critica, tradotto in molti paesi, e ha incontrato i consensi di grandi artisti anche di ambiti non strettamente letterari. Il regista Gabriele Salvatores, in una recensione sulle pagine del Corriere della Sera, lo ha paragonato a Siddhartha di Hermann Hesse. 
Anche Jovanotti è stato colpito dal romanzo, e sul suo sito ha scritto “Questo romanzo è una bomba, Catozzella è uno scrittore bravissimo. In questo libro ci racconta una storia, prende il personaggio da piccolo e lo porta fino a quando diventa adulto, e noi lo vediamo che si allontana e ci rimane quel magone bello alla fine dei romanzi belli”. Il critico letterario Gian Paolo Serino ha definito il romanzo “un capolavoro assoluto. Un romanzo così accade una volta ogni 50 anni”. Roberto Saviano ha scritto “‘Il grande futuro’ è un romanzo scritto come leggenda, come una fiaba, ma ha la potenza che soltanto le storie vere possiedono. È questo il potere immenso della letteratura: rendere comprensibile la complessità del mondo in cui viviamo”.
Esce con Feltrinelli, il 22 marzo 2018, il romanzo intitolato E tu splendi, ed è la storia di un bambino, figlio di immigrati lucani a Milano, che trascorre un'estate a casa dei nonni in un paesino di cinquanta case di pietra sulle montagne della Basilicata, e trova nascosta all'interno dell'antica torre normanna una famiglia di sette stranieri, tra i quali un bambino di nome Josh. L'arrivo degli stranieri cambia per sempre la vita di una comunità che nei secoli ha conosciuto soltanto l'emigrazione. È un romanzo che mette in scena il razzismo e i meccanismi del rifiuto, e anche da questo romanzo è in lavorazione una trasposizione cinematografica.
Non dirmi che hai paura, Il grande futuro e E tu splendi compongono quella che l'autore ha definito la "Trilogia dell'Altro". L'Altro, lo Straniero, raccontato da uno scrittore occidentale, che si espone al paradosso del racconto, attraverso tre momenti "omerici": il Viaggio, la Guerra e l'Approdo.
In seguito alla pubblicazione di Non dirmi che hai paura è stato nominato dalle Nazioni Unite Ambasciatore per l'Agenzia ONU per i Rifugiati (Goodwill Ambassador UNHCR), per "aver fatto conoscere in tutto il mondo la storia di una migrante, e attraverso di lei di tutti i migranti".
Nel febbraio 2021 dà alle stampe per Arnoldo Mondadori Editore il romanzo Italiana, storia umana, sentimentale e politica di Maria Oliverio, detta Ciccilla, prima e sola donna a guidare una banda di briganti nell'Italia appena unificata del 1861, in quella che non è mai stata raccontata dalla letteratura per quello che è: la prima guerra civile italiana. Il romanzo si pone l'ambizione di superare le opposte visioni realista e neoborbonica sull'Unità d'Italia, dando voce a chi ha combattuto nei boschi e sulle montagne dopo essere stato garibaldino e aver fortemente creduto nell'unificazione come occasione per modernizzare ed emancipare l'Italia. Italiana ha vinto il Premio internazionale Alessandro Manzoni, il Premio letterario Elba, il Premio letterario Basilicata - sezione Parità di genere e il Premio Brianza - sezione della critica, ed è stato segnalato al Premio Comisso. Italiana è stato votato migliore romanzo italiano del 2021 dai lettori de La Repubblica  . In Francia ha vinto il Prix Littératures Européennes 2023   ed è stato finalista al Prix di Le Parisien come miglior romanzo dell'anno . È in lavorazione una serie tv tratta da Italiana.
Il 24 maggio 2022 è uscito per Mondadori un romanzo per ragazzi illustrato da Ernesto Anderle, Il ragazzo contro la guerra. Una storia di Gino Strada, in cui Catozzella restituisce la figura di Gino Strada attraverso eventi reali, che hanno seguito l'attentato alle Torri gemelle dell'11 settembre 2001, e lo sguardo incantato di un bambino.
Nell’ottobre del 2024 ha pubblicato per Feltrinelli il romanzo Il fiore delle illusioni. 

## Opere

### Romanzi
- Il fiore delle illusioni, 2024, ISBN 9788807036293
- Italiana, Mondadori, 2021, ISBN 9788804735236
- E tu splendi, Feltrinelli, 2018, ISBN 9788807032851
- Il grande futuro, Feltrinelli, 2016, ISBN 978-88-07-03176-2
- Non dirmi che hai paura, Feltrinelli, 2014, ISBN 978-88-07-03077-2.
- Alveare, Feltrinelli, Universale Economica, 2014 ISBN 978-88-07-88342-2
- Alveare. Il dominio invisibile e spietato della 'ndrangheta del Nord, Rizzoli, 2011 ISBN 978-88-17-04925-2
- Espianti, Transeuropa, 2008 ISBN 978-88-75-80034-5

### Poesia
- La scimmia scrive, Biagio Cepollaro Edizioni, Poesia, 2007 (ebook)[28]

### Racconti
- Fuego, racconto, Feltrinelli, Zoom, 2012 ISBN 978-88-58-85039-8
- Il ciclo di vita del pesce, racconto in Granta nº 1, Rizzoli, 2011

### Romanzi per ragazzi
- Il ragazzo contro la guerra. Una storia di Gino Strada, Mondadori, 2022 ISBN 978-88-04-75611-8

## Riconoscimenti
- Vincitore Premio Strega Giovani 2014 [29]
- Vincitore Prix Littératures Européennes 2023 - Francia [30]
- Vincitore Prix des lecteur de Musset 2015 - Francia
- Vincitore Premi Bruixa Jove 2014 - Spagna
- Vincitore Miglior romanzo italiano dell'anno 2021 per La Repubblica [31]
- Vincitore Premio Società Dante Alighieri 2014
- Vincitore Premio Carlo Levi 2015 [32]
- Vincitore Premio Letterario Internazionale Alessandro Manzoni - Città di Lecco 2021 [33]
- Vincitore Premio Letterario Elba 2021[34]
- Vincitore Premio Letterario Basilicata - Narrativa, sezione Parità di genere 2021 [35]
- Vincitore Premio Letterario Brianza, premio della Critica 2021 [36]
- Vincitore Premio Speciale De Lorenzo 2018
- Vincitore Premio Letterario Chianti 2016[37]
- Vincitore Premio Letterario Candelaio - Giordano Bruno 2017
- Vincitore Premio Badia - Cava de Tirreni 2017
- Vincitore Premio Albatros Città di Palestrina - Giuria degli studenti 2018
- Vincitore Superpremio Fenice-Europa 2014
- Vincitore Premio Fenice-Europa 2014
- Vincitore Premio Letterario Della Resistenza Città di Omegna 2014
- Vincitore Premio Letterario Città di Rieti 2015
- Vincitore Premio Anima per la Letteratura Civile - Roma, Campidoglio 2014
- Vincitore Premio Letteraria - Fano 2014
- Vincitore Gran Premio delle lettrici di Elle 2015
- Vincitore Premio Il mio libro 2014
- Vincitore Premio Albatros Città di Palestrina - Giuria degli studenti 2014
- Vincitore Premio Torretta Città di Sesto San Giovanni 2015
- Vincitore Premio giornalistico Gavinelli 2010, assegnato dall'Ordine dei Giornalisti[38]
- Vincitore Premio Speciale Premio Letterario Basilicata 2009[39]
- Vincitore Premio internazionale di poesia Kritya - Kerala, India 2007
- Finalista Premio Strega 2014
- Finalista International IMPAC Dublin Literary Award 2018- Irlanda
- Finalista Prix Le Parisien 2023 - Francia [40]
- Finalista Prix Plumes Libres pour la Démocratie - Courrier international et Ville de Strasbourg 2019 - Francia
- Finalista Dioraphte Literatour Prijs 2015 - Olanda [41]
- Finalista Premi Protagonista Jove 2016- Spagna [42]
- Segnalazione Premio Comisso 2021 [43]